# Die Perle der Borgia
Die Perle der Borgia (Originaltitel: The Pearl of Death)  ist eine US-amerikanische Verfilmung eines der Abenteuer von Sherlock Holmes, basierend auf einer Kriminalgeschichte von Arthur Conan Doyle. Hier diente dessen Erzählung The Six Napoleons als Vorlage.

## Handlung
Die berühmte Perle der Borgia, für die im Laufe der Geschichte zwanzig Menschen ihr Leben lassen mussten, soll in ein Londoner Museum gebracht werden. Auf einem Schiff nach Dover reist die Perle im Gepäck des Beauftragten James Goodran und wird trotz massivster Sicherheitsvorkehrungen gestohlen. Sherlock Holmes ist jedoch clever genug und kann der Diebin Naomi Drake die Perle wieder entwenden, ohne dass sie sich dessen bewusst wird.
Den neuen Diebstahlversuch des kostbaren Stücks durch den Meisterdieb Giles Conover im Museum kann Sherlock Holmes mit Dr. Watson nicht verhindern. Er geschieht als Holmes im Museum die mangelhaften Sicherheitsvorkehrungen demonstrieren will. Conover reagiert geistesgegenwärtig und kann mit der Perle aus dem Museum fliehen. Aber als er festgenommen wird, ist die Perle unauffindbar und Inspektor Lestrade muss Conover wieder laufen lassen.
Kurz danach passieren in London drei mysteriöse Morde, bei denen jedes Mal Scherben von Porzellan und Gips um die Opfer herumliegen. Todesursache bei allen Opfern war ein gebrochenes Rückgrat durch Druck und nicht durch Schlag. Holmes’ Kombinationsgabe führt ihn zu einer Gipsmanufaktur, die in der Zeit des Diebstahls der Perle sechs identische Napoleonbüsten angefertigt hatte. In einer der Büsten muss Conover sein Diebesgut versteckt haben und ist nun auf der Suche nach den verkauften Büsten. Um an die Perle zu kommen, schreckt Conover vor Mord nicht zurück, wobei er sich des Furchtbaren als Mordwerkzeug bedient. Zwei der Büsten sind zerbrochen, drei nach Mord zerstört, und noch immer gibt es keine Spur von der Perle. Nun beginnt die Jagd nach der letzten Büste und so auch der Perle.
Im Haus des Besitzers der letzten Büste wartet Holmes auf Conover, der mit dem Furchtbaren erscheint. Holmes gelingt es, den Furchtbaren Glauben zu machen, dass Conover ihn mit der geliebten Naomi Drake hereingelegt hat. Dieser tötet daraufhin Conover, Holmes erschießt den Furchtbaren und die Perle wird aus der Napoleon-Büste geborgen.

## Deutsche Synchronisation
Die deutsche Synchronfassung entstand 1969 beim Deutschen Fernsehfunk in der DDR und wurde am 17. Juli 1969 unter dem Titel Die Perle des Todes erstausgestrahlt. Die Hauptrollen sprachen Walter Niklaus (Sherlock Holmes) und Alfred Bohl (Dr. Watson).

## Kritiken
„Kriminalfilm aus der Serie der Universal-Produktionen, die spannend-skurrile Unterhaltung bietet.“

## DVD
Der Film ist 2007 zusammen mit den Filmen Die Kralle und Das Haus des Schreckens bei Koch Media Home Entertainment in einem 3er-DVD-Set erschienen. Enthalten sind beide Synchronfassungen des Films sowie ein Audiokommentar eines Sherlock-Holmes-Experten.